# Tour de France 2025/4. Etappe

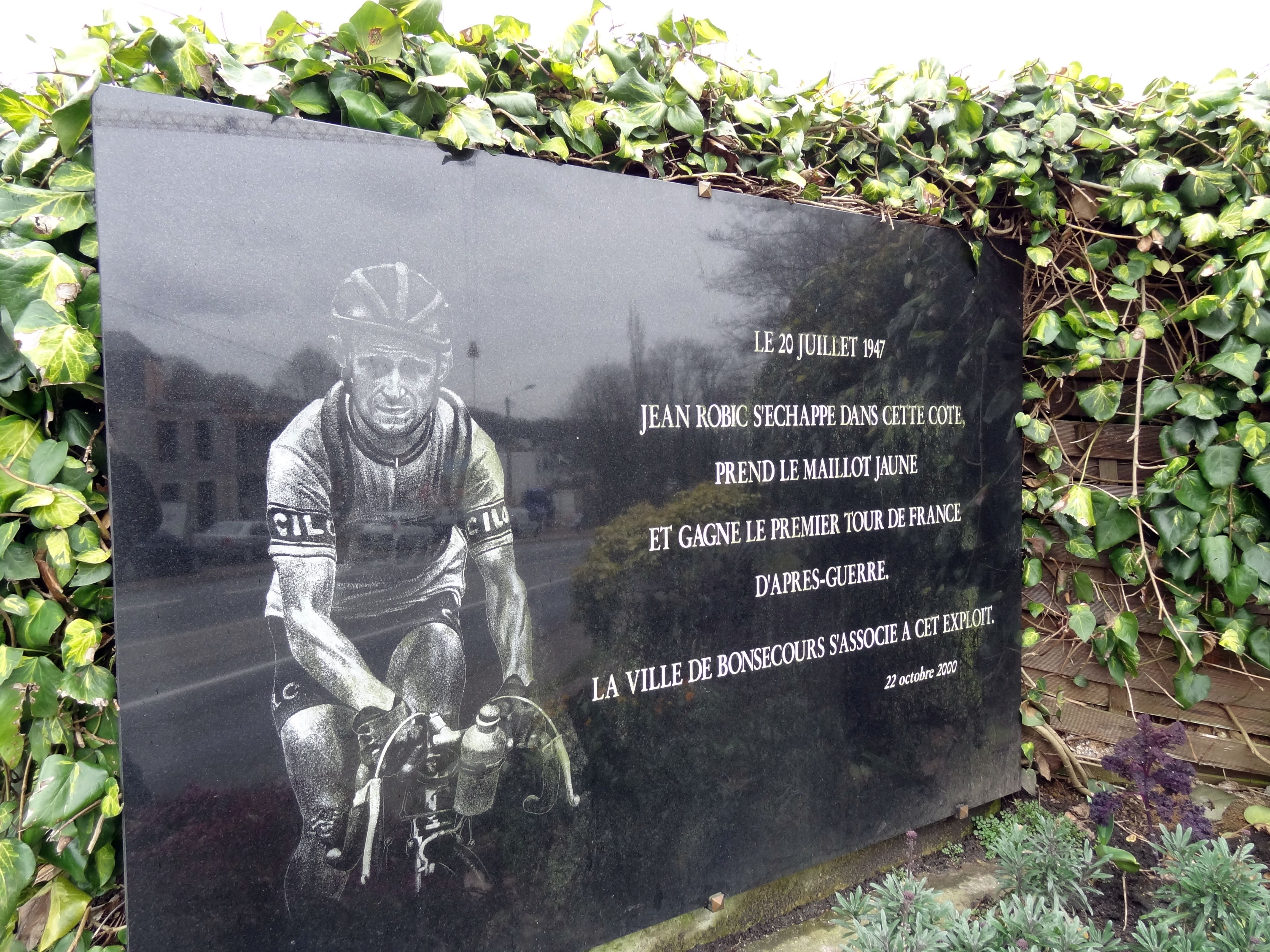
Denkmal zu Ehren Jean Robics auf der Côte de Bonsecours

Die 4. Etappe der Tour de France 2025 fand am 8. Juli 2025 statt und führte die 112. Austragung des französischen Etappenrennens in Richtung Westen. Der Abschnitt wurde zwischen Amiens und Rouen ausgetragen, wobei im Finale der 174,2 Kilometer langen Strecke mehrere kurze, steile Anstiege absolviert wurden. Nach der Zielankunft hatten die Fahrer insgesamt 746,5 Kilometer absolviert, was 22,36 % der Gesamtdistanz entsprach.
Der Etappensieg ging an den Slowenen Tadej Pogačar (UAE Team Emirates-XRG), der sich im Sprint einer kleinen Gruppe vor Mathieu van der Poel (Alpecin-Deceuninck) und Jonas Vingegaard (Team Visma-Lease a Bike) durchsetzte.

## Streckenführung
Der neutralisierte Start erfolgte in Amiens, ehe das Rennen in der Gemeinde Saleux auf der D210 freigegeben wurde.
Nach dem offiziellen Start führte die Strecke auf geradem Weg in Richtung Südwesten. Das Terrain war dabei stets leicht profiliert. Auf der D210 ging es zunächst über Croissy-sur-Celle, Crèvecœur-le-Grand, Marseille-en-Beauvaisis und Songeons nach Gournay-en-Bray. Weiters führte die Strecke über Morgny nach Les Andelys, wo die Fahrer das Ufer der Seine erreichten. Hier befinden sich auch die Pfarrkirche Notre-Dame und das Château Gaillard. Mit dem südlichsten Punkt drehte die Fahrtrichtung gen Norden. In Romilly-sur-Andelle begann die Auffahrt auf die Côte Jacques Anquetil (149 m), die auf der D126 nach 128,2 Kilometern erreicht wurde. Sie galt als Bergwertung der 4. Kategorie und stellte den Auftakt des hügligen Finales dar. Über Quévreville-la-Poterie ging es im Anschluss nach Saint-Adrien, wo nach 143,3 Kilometern der Zwischensprint erfolgte.
Kurz nach dem Zwischensprint erfolgte die erste von vier Bergwertungen, die auf den letzten 30 Kilometern überquert werden mussten. Als erstes wurde die Côte de Belbeuf (136 m) befahren, die vom Seine-Ufer auf dem Chemine de la Poterie zu einer Bergwertung der 3. Kategorie führte. Sie weist auf einer Länge von 1300 Metern eine durchschnittliche Steigung von 9,1 % auf und wurde 27,6 Kilometer vor dem Ziel überquert. Vorbei am Château de Belbeuf ging es dann nach Le Mesnil-Esnard, bevor eine kurze Abfahrt auf der D6014 in den Einstieg der Côte de Bonsecours (135 m) führte. Diese verläuft auf der D914 und steigt im Schnitt für 900 Meter mit 7,2 % an. Nachdem dort 19,8 Kilometer vor dem Ziel eine Bergwertung der 4. Kategorie abgenommen wurde, ging es auf der Route de Darnétal und D138 bergab nach Rouen, wo zwei weitere Bergwertungen auf dem Programm standen. Zunächst erfolgte die Auffahrt auf die Côte de la Grand’Mare (124 m), die auf der gleichnamigen Straße verlief. Sie ist 1800 Meter lang, steigt jedoch im Schnitt nur mit 5 % an, womit sie als Bergwertung der 4. Kategorie klassifiziert wurde. Der vorletzte Anstieg wurde 12,1 Kilometer vor dem Ziel passiert, ehe eine technisch anspruchsvolle Abfahrt durch das Stadtgebiet zurück auf die D43A führte, über die die Fahrer Rouen zuvor erreicht hatten. Die abschließende Steigung der Rampe Saint-Hilaire (131 m) erreichten die Fahrer wenig später, wobei die Bergwertung eigentlich auf der Rue Francis Yard abgenommen wurde, die gerade verläuft und maximale Steigungsprozente von 15 % beinhaltet. Insgesamt weist die 800 Meter lange Bergwertung der 3. Kategorie eine Durchschnittsteigung von 10,6 % auf, ehe die Kuppe 5,2 Kilometer vor dem Ziel überquert wurde. Beim Friedhof von Rouen bogen die Fahrer links auf die Rue de la République ab, ehe die Abfahrt auf der Rue du Dr Caron und der breiten D928 erfolgte. Die letzten Meter führten vorbei am Musée des Beaux-Arts de Rouen zum Rathaus der Stadt, ehe es zum Fontaine Sainte Marie geht, wo die letzte Rechtskurve 400 Meter vor dem Ziel durchfahren wurden. Der Zielstrich befand sich am Ende einer leicht ansteigenden Zielgeraden auf der D928 neben dem Monument aux Morts des Forains.
|                            | Ort                   | Kilometer | Länge (km) | Höhe (m) | Ø Steigung | max. Steigung |
| -------------------------- | --------------------- | --------- | ---------- | -------- | ---------- | ------------- |
| neutralisierter Start      | Amiens                |           |            |          |            |               |
| offizieller Start          | Saleux (D210)         | 0         |            |          |            |               |
| Bergwertung (4. Kategorie) | Côte Jacques Anquetil | 128,2     | 3,5        | 149      | 3,6 %      | unbekannt     |
| Zwischensprint             | Saint-Adrien          | 143,3     |            |          |            |               |
| Bergwertung (3. Kategorie) | Côte de Belbeuf       | 146,6     | 1,3        | 136      | 9,1 %      | unbekannt     |
| Bergwertung (4. Kategorie) | Côte de Bonsecours    | 154,4     | 0,9        | 135      | 7,2 %      | unbekannt     |
| Bergwertung (4. Kategorie) | Côte de la Grand’Mare | 162,1     | 1,8        | 124      | 5 %        | unbekannt     |
| Bergwertung (3. Kategorie) | Rampe Saint-Hilaire   | 169       | 0,8        | 131      | 10,6 %     | 15 %          |
| Ziel                       | Rouen                 | 174,2     |            |          |            |               |

## Rennverlauf & Ergebnis
Nach rund 15 Kilometern bildete sich eine vier Fahrer umfassende Ausreißergruppe in der Thomas Gachignard (TotalEnergies), Jonas Abrahamsen (Uno-X Mobility), Kasper Asgreen (EF Education-EasyPost) und Lenny Martinez (Bahrain Victorious) vertreten waren. Das Quartett fuhr einen maximalen Vorsprung von rund zwei Minuten heraus, während die Alpecin-Deceuninck-Mannschaft den Großteil der Nachführarbeit übernahm.
Rund 45 Kilometer vor dem Ziel wurde mit der Côte Jacques Anquetil (149 m) die erste Bergwertung erreicht, wo sich Kasper Asgreen den einzigen Punkt holte. Beim Zwischensprint in Saint-Adrien setzte sich im Anschluss Jonas Abrahamsen vor Kasper Asgreen, Lenny Martinez und Thomas Gachignard durch, ehe sich Jonathan Milan (Lidl-Trek) vor Biniam Girmay (Intermarché-Wanty), Tim Merlier (Soudal Quick-Step) und Anthony Turgis (TotalEnergies) die meisten Punkte aus dem Peloton sicherte. Danach wurde Lenny Martinez nach dem Anstieg der Côte de Belbeuf (136 m) als letzter Fahrer gestellt, wobei sich Tim Wellens (UAE Team Emirates-XRG) als Führender der Bergwertung hinter dem Franzosen einen weiteren Punkt für die Bergwertung sicherte. Die beiden nachfolgenden Bergwertungen der 4. Kategorie auf der Côte de Bonsecours (135 m) und Côte de la Grand’Mare (124 m) gingen an Anders Halland Johannessen (Uno-X Mobility) und Tim Wellens.
Im Finale bereitete Jhonatan Narváez (UAE Team Emirates-XRG) einen Angriff von Tadej Pogačar vor, der rund 5,5 Kilometer vor dem Ziel im Anstieg der steilen Rampe Saint-Hilaire (131 m) attackierte. Einzig Jonas Vingegaard (Visma-Lease a Bike) konnte dem Antritt des Slowenen folgen, wobei auch der Däne kurz vor der Kuppe, das Hinterrad des Weltmeisters verlor. Nach der Bergwertung konnte er die Lücke jedoch noch einmal schließen. Hinter den beiden Spitzenreitern formierte sich nun eine Verfolgergruppe, in der sich Mathieu van der Poel (Alpecin-Deceuninck), Matteo Jorgenson (Visma-Lease a Bike), Oscar Onley (Picnic PostNL), João Almeida (UAE Team Emirates-XRG) und Remco Evenepoel (Soudal Quick-Step) befanden. Die Gruppe wies einen Rückstand von nur wenigen Sekunden auf und schloss rund 4600 Meter vor dem Ziel zu den beiden Spitzenreitern auf. Weiters kam mit Romain Grégoire (Groupama-FDJ) ein weiterer Fahrer 1500 Meter vor dem Ziel hinzu. Im leicht ansteigenden Sprint setzte sich schlussendlich Tadej Pogačar vor Mathieu van der Poel und Jonas Vingegaard durch, womit der Slowene seinen 100. Karriere-Erflog feierte. Oscar Onley, Romain Grégoire und João Almeida wurden mit derselben Zeit gewertet, während Remco Evenepoel und Matteo Jorgenson drei Sekunden verloren. Dahinter folgten Mattias Skjelmose Jensen (Lidl-Trek) und Kévin Vauquelin (Arkéa-B&B Hotels) mit sieben bzw. zehn Sekunden Rückstand. Die weiteren Gesamtklassement-Fahrer wie Tobias Halland Johannessen (Uno-X Mobility), Enric Mas (Movistar), Primož Roglič (Red Bull-Bora-hansgrohe) und Carlos Rodríguez (Ineos Grenadiers) verloren rund eine halbe Minute, während Felix Gall (Decathlon AG2R La Mondiale), Florian Lipowitz (Red Bull-Bora-hansgrohe), Santiago Buitrago (Bahrain Victorious) und Guillaume Martin (Groupama-FDJ) 54 Sekunden einbüßten. Noch größere Rückstände wiesen Emanuel Buchmann (Cofidis), Ben O’Connor (Jayco AlUla) und Geraint Thomas (Ineos Grenadiers) auf, wobei letzterer mit mehr als sechs Minuten seine Ambitionen im Gesamtklassement begraben musste.

Mathieu van der Poel verteidigte das Gelbe Trikot, wobei Tadej Pogačar aufgrund der Zeitbonifikationen nun gleichauf an der Spitze der Gesamtwertung lag. Dahinter folgte weiterhin Jonas Vingegaard als Gesamtdritter mit einem Rückstand von acht Sekunden. Matteo Jorgenson verdrängte Kévin Vauquelin (Arkéa-B&B Hotels) vom vierten Rang, wobei der Franzose an der Spitze der Nachwuchswertung verblieb. Hinter Enric Mas, Oscar Onley und João Almeida schob sich auch Remco Evenepoel als Gesamtneunter in die Top 10. Sein Rückstand betrug jedoch bereits 58 Sekunden. Neben seinem Etappensieg übernahm Tadej Pogačar die Führung in der Bergwertung, während Jonathan Milan an der Spitze der Punktewertung verblieb. Das Team Visma-Lease a Bike lag nun an der Spitze der Mannschaftswertung. Alle 181 Starter erreichten das Ziel, wobei Lenny Martinez zum kämpferischsten Fahrer gewählt wurde.
| \| Etappenergebnis \| Etappenergebnis \| Etappenergebnis \| Etappenergebnis \| Etappenergebnis \| \| Fahrer \| Fahrer \| Land \| Team \| Zeit \| \| --------------- \| -------------------- \| ---------------------- \| -------------------------- \| --------------- \| \| 1. \| Tadej Pogačar \| Slowenien \| UAE Team Emirates XRG \| 3 h 50 min 29 s \| \| 2. \| Mathieu van der Poel \| Niederlande \| Alpecin-Deceuninck \| + 0 s \| \| 3. \| Jonas Vingegaard \| Dänemark \| Team Visma \\| Lease a Bike \| + 0 s \| \| 4. \| Oscar Onley \| Vereinigtes Königreich \| Team Picnic-PostNL \| + 0 s \| \| 5. \| Romain Grégoire \| Frankreich \| Groupama-FDJ \| + 0 s \| \| 6. \| João Almeida \| Portugal \| UAE Team Emirates XRG \| + 0 s \| \| 7. \| Remco Evenepoel \| Belgien \| Soudal Quick-Step \| + 3 s \| \| 8. \| Matteo Jorgenson \| Vereinigte Staaten \| Team Visma \\| Lease a Bike \| + 3 s \| \| 9. \| Mattias Skjelmose \| Dänemark \| Lidl-Trek \| + 7 s \| \| 10. \| Kévin Vauquelin \| Frankreich \| Arkéa-B&B Hotels \| + 10 s \| |                      |                        |                            |                 |
| |                      |                        |                            |                 |
| Quellen: ProCyclingStats Cycling Quotient |                      |                        |                            |                 |
| Etappenergebnis |                      |                        |                            |                 |
| Fahrer | Fahrer               | Land                   | Team                       | Zeit            |
| 1. | Tadej Pogačar        | Slowenien              | UAE Team Emirates XRG      | 3 h 50 min 29 s |
| 2. | Mathieu van der Poel | Niederlande            | Alpecin-Deceuninck         | + 0 s           |
| 3. | Jonas Vingegaard     | Dänemark               | Team Visma \| Lease a Bike | + 0 s           |
| 4. | Oscar Onley          | Vereinigtes Königreich | Team Picnic-PostNL         | + 0 s           |
| 5. | Romain Grégoire      | Frankreich             | Groupama-FDJ               | + 0 s           |
| 6. | João Almeida         | Portugal               | UAE Team Emirates XRG      | + 0 s           |
| 7. | Remco Evenepoel      | Belgien                | Soudal Quick-Step          | + 3 s           |
| 8. | Matteo Jorgenson     | Vereinigte Staaten     | Team Visma \| Lease a Bike | + 3 s           |
| 9. | Mattias Skjelmose    | Dänemark               | Lidl-Trek                  | + 7 s           |
| 10. | Kévin Vauquelin      | Frankreich             | Arkéa-B&B Hotels           | + 10 s          |

## Gesamtstände
| \| Gesamtwertung \| Gesamtwertung \| Gesamtwertung \| Gesamtwertung \| Gesamtwertung \| \| Fahrer \| Fahrer \| Land \| Team \| Zeit \| \| ------------- \| -------------------- \| ---------------------- \| -------------------------- \| ---------------- \| \| 1. \| Mathieu van der Poel \| Niederlande \| Alpecin-Deceuninck \| 16 h 46 min 00 s \| \| 2. \| Tadej Pogačar \| Slowenien \| UAE Team Emirates XRG \| + 0 s \| \| 3. \| Jonas Vingegaard \| Dänemark \| Team Visma \\| Lease a Bike \| + 8 s \| \| 4. \| Matteo Jorgenson \| Vereinigte Staaten \| Team Visma \\| Lease a Bike \| + 19 s \| \| 5. \| Kévin Vauquelin \| Frankreich \| Arkéa-B&B Hotels \| + 26 s \| \| 6. \| Enric Mas \| Spanien \| Movistar Team \| + 48 s \| \| 7. \| Oscar Onley \| Vereinigtes Königreich \| Team Picnic-PostNL \| + 55 s \| \| 8. \| João Almeida \| Portugal \| UAE Team Emirates XRG \| + 55 s \| \| 9. \| Remco Evenepoel \| Belgien \| Soudal Quick-Step \| + 58 s \| \| 10. \| Mattias Skjelmose \| Dänemark \| Lidl-Trek \| + 1 min 02 s \| |                      |                        |                            |                  |
| |                      |                        |                            |                  |
| Quellen: ProCyclingStats Cycling Quotient |                      |                        |                            |                  |
| Gesamtwertung |                      |                        |                            |                  |
| Fahrer | Fahrer               | Land                   | Team                       | Zeit             |
| 1. | Mathieu van der Poel | Niederlande            | Alpecin-Deceuninck         | 16 h 46 min 00 s |
| 2. | Tadej Pogačar        | Slowenien              | UAE Team Emirates XRG      | + 0 s            |
| 3. | Jonas Vingegaard     | Dänemark               | Team Visma \| Lease a Bike | + 8 s            |
| 4. | Matteo Jorgenson     | Vereinigte Staaten     | Team Visma \| Lease a Bike | + 19 s           |
| 5. | Kévin Vauquelin      | Frankreich             | Arkéa-B&B Hotels           | + 26 s           |
| 6. | Enric Mas            | Spanien                | Movistar Team              | + 48 s           |
| 7. | Oscar Onley          | Vereinigtes Königreich | Team Picnic-PostNL         | + 55 s           |
| 8. | João Almeida         | Portugal               | UAE Team Emirates XRG      | + 55 s           |
| 9. | Remco Evenepoel      | Belgien                | Soudal Quick-Step          | + 58 s           |
| 10. | Mattias Skjelmose    | Dänemark               | Lidl-Trek                  | + 1 min 02 s     |

| Punktewertung | Punktewertung        | Punktewertung | Punktewertung              | Punktewertung |
| Fahrer        | Fahrer               | Land          | Team                       | Punkte        |
| ------------- | -------------------- | ------------- | -------------------------- | ------------- |
| 1.            | Jonathan Milan       | Italien       | Lidl-Trek                  | 92 P.         |
| 2.            | Biniam Girmay        | Eritrea       | Intermarché-Wanty          | 87 P.         |
| 3.            | Mathieu van der Poel | Niederlande   | Alpecin-Deceuninck         | 80 P.         |
| 4.            | Tadej Pogačar        | Slowenien     | UAE Team Emirates XRG      | 80 P.         |
| 5.            | Tim Merlier          | Belgien       | Soudal Quick-Step          | 72 P.         |
| 6.            | Anthony Turgis       | Frankreich    | Team TotalEnergies         | 57 P.         |
| 7.            | Søren Wærenskjold    | Norwegen      | Uno-X Mobility             | 46 P.         |
| 8.            | Paul Penhoët         | Frankreich    | Groupama-FDJ               | 43 P.         |
| 9.            | Jonas Vingegaard     | Dänemark      | Team Visma \| Lease a Bike | 40 P.         |
| 10.           | Romain Grégoire      | Frankreich    | Groupama-FDJ               | 34 P.         |

| Bergwertung | Bergwertung                | Bergwertung | Bergwertung                | Bergwertung |
| Fahrer      | Fahrer                     | Land        | Team                       | Punkte      |
| ----------- | -------------------------- | ----------- | -------------------------- | ----------- |
| 1.          | Tadej Pogačar              | Slowenien   | UAE Team Emirates XRG      | 5 P.        |
| 2.          | Tim Wellens                | Belgien     | UAE Team Emirates XRG      | 5 P.        |
| 3.          | Jonas Vingegaard           | Dänemark    | Team Visma \| Lease a Bike | 3 P.        |
| 4.          | Lenny Martinez             | Frankreich  | Bahrain Victorious         | 2 P.        |
| 5.          | Benjamin Thomas            | Frankreich  | Cofidis                    | 2 P.        |
| 6.          | Kasper Asgreen             | Dänemark    | EF Education-EasyPost      | 1 P.        |
| 7.          | Kévin Vauquelin            | Frankreich  | Arkéa-B&B Hotels           | 1 P.        |
| 8.          | Anders Halland Johannessen | Norwegen    | Uno-X Mobility             | 1 P.        |
| 9.          | Andreas Leknessund         | Norwegen    | Uno-X Mobility             | 1 P.        |

| Nachwuchswertung | Nachwuchswertung  | Nachwuchswertung       | Nachwuchswertung           | Nachwuchswertung |
| Fahrer           | Fahrer            | Land                   | Team                       | Zeit             |
| ---------------- | ----------------- | ---------------------- | -------------------------- | ---------------- |
| 1.               | Kévin Vauquelin   | Frankreich             | Arkéa-B&B Hotels           | 16 h 46 min 26 s |
| 2.               | Oscar Onley       | Vereinigtes Königreich | Team Picnic-PostNL         | + 29 s           |
| 3.               | Remco Evenepoel   | Belgien                | Soudal Quick-Step          | + 32 s           |
| 4.               | Mattias Skjelmose | Dänemark               | Lidl-Trek                  | + 36 s           |
| 5.               | Joseph Blackmore  | Vereinigtes Königreich | Israel-Premier Tech        | + 1 min 15 s     |
| 6.               | Jenno Berckmoes   | Belgien                | Lotto                      | + 1 min 23 s     |
| 7.               | Florian Lipowitz  | Deutschland            | Red Bull-Bora-Hansgrohe    | + 1 min 23 s     |
| 8.               | Carlos Rodríguez  | Spanien                | Ineos Grenadiers           | + 1 min 39 s     |
| 9.               | Ben Healy         | Irland                 | EF Education-EasyPost      | + 3 min 51 s     |
| 10.              | Bastien Tronchon  | Frankreich             | Decathlon-AG2R La Mondiale | + 4 min 55 s     |

| Mannschaftswertung | Mannschaftswertung              | Mannschaftswertung           | Mannschaftswertung |
| Team               | Team                            | Land                         | Zeit               |
| ------------------ | ------------------------------- | ---------------------------- | ------------------ |
| 1.                 | Team Visma \| Lease a Bike      | Niederlande                  | 50 h 19 min 52 s   |
| 2.                 | Groupama-FDJ                    | Frankreich                   | + 44 s             |
| 3.                 | UAE Team Emirates XRG           | Vereinigte Arabische Emirate | + 1 min 34 s       |
| 4.                 | Cofidis                         | Frankreich                   | + 3 min 54 s       |
| 5.                 | Decathlon AG2R La Mondiale Team | Frankreich                   | + 4 min 41 s       |
| 6.                 | Team TotalEnergies              | Frankreich                   | + 5 min 05 s       |
| 7.                 | Arkéa-B&B Hotels                | Frankreich                   | + 5 min 51 s       |
| 8.                 | EF Education-EasyPost           | Vereinigte Staaten           | + 6 min 47 s       |
| 9.                 | Team Jayco AlUla                | Australien                   | + 7 min 14 s       |
| 10.                | Alpecin-Deceuninck              | Belgien                      | + 8 min 06 s       |

## Trivia
Die Etappe spielte in mehrfacher Hinsicht auf die Tour-Geschichte der Region an. Von Romilly-sur-Andelle nach La Neuville-Chant-d’Oisel wurde die Côte Jacques Anquetil passiert, die am Wohnsitz des fünffachen Toursiegers Jacques Anquetil vorbeiführt. Vor dem Finale in Rouen ging es über die Côte de Bonsecours, wo Jean Robic während der Tour de France 1947 durch eine Attacke auf der letzten Etappe noch das Gesamtklassement zu seinen Gunsten wendete.